# José Calvi
José Calvi (Cortemilia, Italia, 1 de mayo de 1901 - Lapa, Paraná, Brasil, 26 de septiembre de 1943) fue un sacerdote italiano de los Oblatos de San José, misionero en el Brasil.
Padre José Calvi es actualmente un siervo de Dios y en este proceso de santificación de la Iglesia Católica, con el decreto del proceso diocesano para la causa de canonización que comenzó el 9 de noviembre de 2007.